# Bołkuny (rejon szyrwincki)
Bołkuny (lit. Balkūnai) – wieś na Litwie, w okręgu wileńskim, w rejonie szyrwinckim, w gminie Jawniuny.
Współcześnie wieś przedzielona jest granicą administracyjną. Bołkuny w rejonie szyrwinckim stanowią zachodnią część dawnych Bołkunów. Ich wschodnia część leży w rejonie wileńskim.

## Historia
W XIX i w początkach XX w. położone były w Rosji, w guberni wileńskiej, w powiecie wileńskim, w gminie Mejszagoła. Po I wojnie światowej pod administracją polską, w Zarządzie Cywilnym Ziem Wschodnich. W latach 1920–1922 w składzie Litwy Środkowej.
Od 11 kwietnia 1922 leżały w Polsce, w województwie wileńskim, w powiecie wileńsko-trockim, w gminie Mejszagoła. W 1931 miejscowość liczyła 84 mieszkańców, zamieszkałych w 18 budynkach.
Po II wojnie światowej w granicach Związku Sowieckiego. Od 1991 na niepodległej Litwie.